# Murray Leinster
Murray Leinster (n. 16 iunie 1896, Norfolk, Virginia, SUA – d. 8 iunie 1975, Virginia, SUA) a fost un pseudonim folosit de William Fitzgerald Jenkins, un scriitor premiat american de literatură științifico-fantastică și istorie alternativă. El a scris și publicat peste 1.500 povestiri și articole, 14 scenarii de film și sute de scenarii pentru emisiuni de radio și televiziune sau piese de teatru.

## Moștenire și premii
- Premiul Liberty (1937) pentru "A Very Nice Family", prima dată publicată în numărul din 2 ianuarie 1937 al revistei Liberty.
- Premiul Hugo (1956) pentru cea mai bună nuveletă "Exploration Team".
- Retro-Hugo (1996) pentru cea mai bună nuveletă "Primul Contact".
- Guest of Honor la Discon I, a 21-a ediție Worldcon din 1963.
- Premiul Sidewise pentru istorie alternativă (fondat în 1995) este denumit după povestirea lui Leinster "Sidewise in Time."
- În filmul din 1979 Starcrash, nava spațială din secvența de deschidere poartă numele scriitorului, Murray Leinster.
- În Virginia, 27 iunie 2009 a fost desemnată ca fiind Ziua Will F. Jenkins în cinstea activității sale în science fiction.[7]

### Romane

#### Far East
Sword of Kings, John Long, 1933.

#### Polițiste
- Scalps, Brewer & Warren, 1930. (cunoscut și sub denumirea Wings of Chance)
- Murder Madness, Brewer & Warren, 1931; prima apariție în foileton în Astounding Science-Fiction  în mai - august 1930.
- Murder Will Out (sub pseudonimul Will F. Jenkins), John Hamilton, 1932.
- No Clues (sub pseudonimul Will F. Jenkins), Wright & Brown, 1935.
- Murder in the Family (sub pseudonimul Will F. Jenkins), John Hamilton, 1935; prima oară publicat în Complete Detective Novels, April 1934.
- The Man Who Feared (sub pseudonimul Will F. Jenkins), Gateway, 1942; prima apariție în foileton în Detective Fiction Weekly, 9-30 august 1930.

#### Romantism
sub pseudonimul Louisa Carter Lee 
- Her Desert Lover, Chelsea House 1925.
- Love and Better: A Love Story, Chelsea House 1931.

#### Science Fiction
- The Murder of the U.S.A. (sub pseudonimul Will F. Jenkins), Crown, 1946.
- Fight for Life, Crestwood, 1949.
- Space Platform, Shasta Publishers, February 1953.
- Space Tug, Shasta Publishers, 1953
- The Black Galaxy, Galaxy, 1954; prima publicare în Startling, martie 1949.
- Gateway to Elsewhere, Ace, 1954; prima publicare, sub denumirea "Journey to Barkut", a fost în Startling, ianuarie 1952.
- The Brain-Stealers, Ace, 1954; prima publicare, sub denumirea "The Man in the Iron Cap" a fost în Startling, noiembrie 1947.
- Operation: Outer Space, Fantasy Press, 1954.
- The Forgotten Planet, Ace, 1954.
  - ro.: Planeta uitată, Editura Neroandria, 2000
- The Other Side of Here,  Ace, 1955; prima apariție în foileton, sub denumirea The Incredible Invasion, a fost în Astounding, august - decembrie 1936.
- City on the Moon, Avalon, 1957.
- War with the Gizmos, Fawcett, 1958.
- Four from Planet 5, Fawcett, 1959; prima publicare sub denumirea "Long Ago, Far Away", a fost în Amazing, septembrie 1959.
- The Monster from Earth's End, Fawcett, ianuarie, 1959.
- The Mutant Weapon, Ace, 1959; prima publicare, sub denumirea "Med Service", a fost în Astounding, August 1957.
- The Pirates of Zan, Ace, 1959; prima apariție în foileton, sub denumirea The Pirates of Ersatz, a fost în Astounding, februarie - aprilie 1959.
- Men Into Space, Berkley, 1960; creat după serialul TV cu același nume.
- The Wailing Asteroid, Avon, decembrie 1960.
- Creatures of the Abyss, Berkley, 1961 (cunoscut și sub denumirea The Listeners).
- This World is Taboo, Ace, 1961; prima apariție, sub denumirea "Pariah Planet", a fost în Amazing, iulie 1961.
- Operation Terror, Berkley, 1962.
- Talents Incorporated, Avon, 1962.
- The Other Side of Nowhere, Berkley, mai 1964; prima apariție în foileton, sub denumirea Spaceman, a fost în Analog, martie - aprilie 1964.
- Time Tunnel, Pyramid, iuluie 1964.
- The Duplicators, Ace, 1964; inițial cu denumirea "Lord of the Uffts", prima oară publicat în Worlds of Tomorrow, februarie 1964.
- The Greks Bring Gifts, Macfadden, 1964.
- Invaders of Space, Berkley, decembrie, 1964.
- Tunnel Through Time, Westminster Press, 1966.
- Space Captain, Ace, 1966; prima apariție în foileton, sub denumirea Killer Ship, a fost în Amazing
- Checkpoint Lambda, Berkley, 1966; prima apariție în foileton, sub denumirea Stopover in Space, a fost în Amazing, iunie - august 1966.
- Miners in the Sky, Avon, aprilie 1967.
- Space Gypsies, Avon, 1967.
- The Time Tunnel, Pyramid, ianuarie 1967; realizat după serialul TV cu același nume.
- The Time Tunnel: Timeslip!, Pyramid, 1967; realizat după serialul TV.
- Land of the Giants, Pyramid, 1968; realizat după serialul TV cu același nume.
- Land of the Giants 2: The Hot Spot, Pyramid, 1969; realizat după serialul TV.
- Land of the Giants 3: Unknown Danger, Pyramid, 1969; realizat după serialul TV.

#### Western
- The Gamblin' Kid (sub pseudonimul Will F. Jenkins), A.L. Burt, 1933; prima publicare a fost în Western Action Novels, martie 1937.
- Mexican Trail (sub pseudonimul Will F. Jenkins), A.L. Burt, 1933.
- Outlaw Sheriff (sub pseudonimul Will F. Jenkins), King, 1934.
- Fighting Horse Valley (sub pseudonimul Will F. Jenkins), King, 1934.
- Kid Deputy (sub pseudonimul Will F. Jenkins), Alfred H. King, 1935; prima publicare a fost în Triple-X Western, februarie - aprilie 1928.
- Black Sheep (sub pseudonimul Will F. Jenkins), Julian Messer, 1936.
- Guns for Achin (sub pseudonimul Will F. Jenkins), Wright & Brown, 1936; prima publicare a fost în Smashing Novels, noiembrie 1936.
- Wanted Dead or Alive!, Quarter Books, 1949; prima publicare a fost în foileton în Triple-X Magazine, februarie - mai 1929.
- Outlaw Guns, Star Books, 1950.
- Son of the Flying 'Y' (sub pseudonimul Will F. Jenkins), Fawcett, 1951.
- Cattle Rustlers (sub pseudonimul Will F. Jenkins),  Ward Lock, 1952.
- Dallas (sub pseudonimul Will F. Jenkins), Fawcett, 1950.

### Colecții de povestiri
- The Last Space Ship, Fell, 1949. 
  - "The Boomerang Circuit", Thrilling Wonder, iunie 1947
  - "The Disciplinary Circuit", Thrilling Wonder, iarna 1946
  - "The Manless Worlds", Thrilling Wonder, februarie 1947
- Sidewise in Time, Shasta Publishers, 1950.
  - "Sidewise in Time", Astounding, iunie 1934
  - "Proxima Centauri", Astounding, martie 1935
  - "A Logic Named Joe" (as Will F. Jenkins), Astounding, martie 1946
  - "De Profundis", Thrilling Wonder, iarna 1945
  - "The Fourth-Dimensional Demonstrator", Astounding, decembrie 1935
  - "The Power", Astounding, septembrie 1945
- The Forgotten Planet, Gnome Press, 1954.
  - "The Mad Planet", Argosy, 12 iunie 12 1920
  - "The Red Dust", Argosy All-Story Weekly, 2 aprilie 1921
  - "Nightmare Planet", Science Fiction Plus, 12 iunie 1952
- Colonial Survey, Gnome Press, 1957 (altă denumire The Planet Explorer). 
  - "Solar Constant", Astounding, iulie 1956, altă denumire "Critical Difference"
  - "Sand Doom", Astounding, decembrie 1955
  - "Combat Team", Astounding, martie 1956, altă denumire "Exploration Team"
  - "The Swamp Was Upside Down", Astounding, septembrie 1956
- Out of This World, Avalon, 1958. 
  - "The Deadly Dust" (sub pseudonimul William Fitzgerald), Thrilling Wonder, august 1947
  - "The Gregory Circle" (sub pseudonimul William Fitzgerald), Thrilling Wonder, aprilie 1947
  - "The Nameless Something" (sub pseudonimul William Fitzgerald), Thrilling Wonder, iunie 1947
- Monsters and Such, Avon, 1959. 
  - "The Castaway", Argosy 1946
  - "De Profundis", Thrilling Wonder, 1945
  - "If You Was a Moklin", Galaxy, septembrie 1951
  - "The Lonely Planet", Thrilling Wonder, 1949
  - "Nobody Saw the Ship", Future, 1950
  - "Proxima Centauri", Astounding, 1935
  - "The Trans-Human", Science Fiction Plus, 1953
- Twists in Time, Avon, 1960. 
  - "Rogue Star"
  - "Dear Charles", Fantastic, mai 1953
  - "Dead City",  Thrilling Wonder, 1946, altă denumire "Malignant Marauder"
  - "Sam, This Is You", Galaxy, mai 1955
  - "The Other Now", Galaxy, martie 1951
  - "The Fourth-Dimensional Demonstrator", Astounding, 1935
  - "The End", Thrilling Wonder, 1946
- The Aliens, Berkley, 1960. 
  - "The Aliens", Astounding, august 1959
  - "Fugitive From Space", Amazing, 1954
  - "Anthopological Note", Fantasy and Science Fiction, 1957
  - "The Skit-Tree Planet", Thrilling Wonder, 1947 altă denumire "Skit-Tree Planet"
  - "Thing from the Sky", first publication
- Doctor to the Stars, Pyramid, 1964. 
  - "The Grandfathers' War", Astounding, 1957
  - "Med Ship Man", Galaxy, 1963
  - "Tallien Three", Analog, 1963 altă denumire "The Hate Disease"
- S.O.S. from Three Worlds, Ace, 1966.
  - "Plague on Kryder II", Analog, 1964
  - "Ribbon in the Sky", Astounding, 1957
  - "Quarantine World", Analog, 1966
- Get Off My World!, Belmont, 1966. 
  - "Second Landing", Thrilling Wonder, 1954
  - "White Spot", Startling, 1955
  - "Planet of Sand", Famous Fantastic Mysteries, 1948
- The Best of Murray Leinster, 1976. 
  - "Time to Die", Astounding, 1947
  - "The Ethical Equations", Astounding, 1945
  - "Symbiosis", Collier's, 1947
  - "Interference", Astounding, 1945
  - "De Profundis", Thrilling Wonder, 1945
  - "Pipeline to Pluto", Astounding, 1945
  - "Sam, This Is You", Galaxy, 1955
  - "The Devil of East Lupton", Thrilling Wonder, august 1948, altă denumire "The Devil of East Lupton, Vermont"
  - "Scrimshaw", Astounding, 1955
  - "If You Was a Moklin", Galaxy, 1951
- The Best of Murray Leinster, 1978.
  - "Sidewise in Time", Astounding, 1934
  - "Proxima Centauri", Astounding, 1935
  - "The Fourth-Dimensional Demonstrator", Astounding, 1935
  - "First Contact", Astounding, 1945
  - "The Ethical Equations", Astounding, 1945
  - "Pipeline to Pluto", Astounding, 1945
  - "The Power", Astounding, 1945
  - "A Logic Named Joe" (pseudonim Will F. Jenkins), Astounding, 1946
  - "Symbiosis", Collier's, 1947
  - "The Strange Case of John Kingman", Astounding, 1948
  - "The Lonely Planet", Thrilling Wonder, 949
  - "Keyhole", Thrilling Wonder, 1951
    - ro.: Gaura cheii, traducere de  Ion Mirea Șerbănescu

  - "Critical Difference", Astounding, iulie 1956 (altă denumire "Solar Constant")
- The Med Series, Ace, 1983.
  - "The Mutant Weapon", Astounding, 1957 altă denumire"Med Service"
  - "Plague on Kryder II", Analog, 1964
  - "Ribbon in the Sky", Astounding, 1957
  - "Quarantine World", Analog, 1966
  - "This World is Taboo", Amazing, 1961 altă denumire"Pariah Planet"
- First Contacts: The Essential Murray Leinster, 1998. 
  - "A Logic Named Joe" (as Will F. Jenkins), Astounding, 1946
  - "If You Was a Moklin", Galaxy, 1951
  - "The Ethical Equations", Astounding, 1945
  - "Keyhole", Thrilling Wonder, 1951
  - "Doomsday Deferred", The Saturday Evening Post, 24, 1949
  - "First Contact", Astounding, 1945
  - "Nobody Saw the Ship", Future, 1950
  - "Pipeline to Pluto", Astounding, 1945
  - "The Lonely Planet", Thrilling Wonder, 1949
  - "De Profundis", Thrilling Wonder, 1945
  - "The Power", Astounding, 1945
  - "The Castaway", Argosy, 1946
  - "The Strange Case of John Kingman", Astounding, 1948
  - "Proxima Centauri", Astounding, 1935
  - "The Fourth-Dimensional Demonstrator", Astounding, 1935
  - "Sam, This Is You", Galaxy, 1955
  - "Sidewise in Time", Astounding, 1934
  - "Scrimshaw", Astounding, 1955
  - "Symbiosis", Collier's, 1947
  - "Cure for Ylith", Startling Stories, 1949
  - "Plague on Kryder II", Analog, 1964
  - "Exploration Team", Astounding, 1956 (altă denumire "Combat Team")
  - "The Great Catastrophe"
  - "To All Fat Policemen"
- Med Ship, 2002.
  - "Med Ship Man", Galaxy, 1963
  - "Plague on Kryder II", Analog, 964
  - "The Mutant Weapon", Astounding, 1957 altă denumire "Med Service"
  - "Ribbon in the Sky", Astounding, 1957
  - "Tallien Three", Analog, 1963 altă denumire "The Hate Disease"
  - "Quarantine World", Analog, 1966
  - "The Grandfathers' War", Astounding, 1957
  - "Pariah Planet", Amazing, 1961 (altă denumire This World is Taboo)
- Planets of Adventure, 2003.
  - The Forgotten Planet
    - "The Mad Planet", Argosy, 1920
    - "The Red Dust", Argosy, 1921
    - "Nightmare Planet", Argosy, 1952

  - The Planet Explorer (altă denumire Colonial Survey)
    - "Solar Constant", Astounding, 1956, altă denumire "Critical Difference"
    - "Sand Doom", Astounding,  1955
    - "Combat Team", Astounding, 1956 altă denumire "Exploration Team"
    - "The Swamp Was Upside Down", Astounding, 1956

  - "Anthopological Note", Fantasy and Science Fiction, 1957
  - "Scrimshaw", Astounding, 1955
  - "Assignment on Pasik", Thrilling Wonder, 1949
  - "Regulations", Thrilling Wonder, 1948
  - "The Skit-Tree Planet", Thrilling Wonder, 1947 altă denumire "Skit-Tree Planet"
- A Logic Named Joe, 2005.  
  - "A Logic Named Joe" (as Will F. Jenkins), Astounding, 1946
  - "Dear Charles", Fantastic, 1953
  - Gateway to Elsewhere, 1954; altă denumire "Journey to Barkut", 1952.
  - The Duplicators, Ace, 1964; altă denumire "Lord of the Uffts" în Worlds of Tomorrow, 1964.
  - "The Fourth-Dimensional Demonstrator", Astounding, 1935
  - The Pirates of Zan, Ace, 1959; altă denumire The Pirates of Ersatz în Astounding, 1959.
- The Runaway Skyscraper and Other Tales from the Pulps, 2007.
  - "The Runaway Skyscraper", Argosy, 1919
  - "The Gallery Gods", Argosy, 1920
  - "The Street of Magnificent Dreams", Argosy, 1922
  - "Nerve", Argosy, 1921
  - "Stories of the Hungry Country: The Case of the Dona Clotilde"
  - "Morale", Astounding, 1931
  - "Grooves", Argosy, 1918
  - "Footprints in the Snow", All Story Weekly, 1919